# یولیا فیشر
یولیا فیشر (آلمانی: Julia Fischer) (زادهٔ ۱۵ ژوئن ۱۹۸۳) ویولن‌نواز و پیانیست آلمانی است.

## زندگی‌نامه
یولیا فیشر در ۱۵ ژوئن ۱۹۸۴ از والدینی آلمانی ـ اسلوواکیایی در مونیخ به دنیا آمد. مادرش، ویرا فیشر (در اصل: کرِنْکووا)، جزو اقلیت‌های آلمانی‌تبارِ اسلواکی است و در سال ۱۹۷۲ از شهرِ کوشیتسه، که در آن زمان جزو کشور چکسلوواکی بود، به جمهوری فدرال آلمان مهاجرت کرد. پدرش، فرانک-میشائل فیشر، ریاضی‌دان است و در آلمان شرقی زاده شد و همان سال از زاکسن به آلمان شرقی نقل‌مکان کرد.
یولیا، پیش از چهارسالگی، نواختن ویولن را زیرنظر هِلْگِه تِلِن آغاز کرد. چند ماه بعد، نواختن پیانو را از مادرش آموخت. یولیا می‌گوید: «مادرم پیانیست است، و من هم خواستم با نواختن پیانو آشنا باشم. اما چون برادر بزرگم هم پیانیست است، تمایل داشتم در خانواده‌مان ساز تخصصیِ دیگری انتخاب کنم. ویولن را امتحان کردم و از آن خوشم آمد».

یولیا رسماً آموزش نواختن ویولن را در «کنسرواتوارِ لئوپلد موتسارت» در شهر آوگسبورگ، زیرنظر لیدیا دوبرووسکایا آغاز کرد. در نُه‌سالگی وارد آکادمی موسیقی مونیخ شد و نوازندگی را زیرنظر آنا چوماچِنْکو ادامه داد.

یولیا در نوجوانی بیشتر تحت تأثیرِ گلن گولد، یِوْگِنی کیسین، و ماکسیم وِنْگِروف بود.
او تاکنون برندهٔ چندین جایزهٔ معتبرِ موسیقی، ازجمله جایزهٔ گرامافون (هنرمند سال ۲۰۰۷)، شده‌است.

## مسابقات
دو مسابقه، زندگی اولیه فیشر را به عنوان یک نوازنده حرفه‌ای ویولن تعریف کرد. معتبرترین مسابقه‌ای که فیشر برنده شد، رقابت بین‌المللی یهودی منوهین برای ویولن‌نوازان جوان در سال ۱۹۹۵ بود که در فوکستون زیر نظر یهودی منوهین برگزار شد. اجرای خوب او باعث شد جایزه اول را در رده نوجوانان و همچنین تمام جوایز ویژه، از جمله جایزه باخ برای بهترین اجرای انفرادی از آثار آن آهنگساز را به دست آورد.